# Lũng Tây
Lũng Tây (chữ Hán phồn thể:隴西縣, chữ Hán giản thể: 陇西县, bính âm: Lǒngxī Xiàn, âm Hán Việt: Lũng Tây huyện) là một huyện thuộc địa cấp thị Định Tây, tỉnh Cam Túc, Cộng hòa Nhân dân Trung Hoa. Huyện Lũng Tây giáp các huyện: Thông Vị, Chương, Vũ Sơn, An Định. Huyện này có diện tích 2408 km², dân số năm 2004 là 490.000 người. Mã số bưu chính của huyện Lũng Tây là 748100. Chính quyền huyện đóng tại trấn Khủng Xương. Trong Tam Quốc Diễn nghĩa, Hàn Đức sinh ra tại Lũng Tây. Về mặt hành chính, huyện này được chia ra các đơn vị hành chính gồm 7 trấn, 18 hương.
- Trấn: Khủng Xương, Văn Phong, An Nam, Đô Dương, Thái Tử, Vân Điền và Thông An Dịch.
- Hương: Vị Hà, Tam Hợp, Ngọc Phượng, Vĩnh Cát, Hòa Bình, Vị Dương, Quyền Gia Loan, Hoành 伟, Mã Hà, Phúc Tinh, Cao 塄, Chủng Hòa, Đức Hưng, Kha Trại, Song Tuyền, Bích Nham, Vân Sơn và Xương Cốc.